# Jamajka na Letnich Igrzyskach Olimpijskich 1972
Jamajkę na Letnich Igrzyskach Olimpijskich 1972 reprezentowało 33 zawodników: 21 mężczyzn, 12 kobiet. Reprezentacja Jamajki zdobyła jeden brązowy medal za sprawą Lennoxa Millera. Był to szósty start reprezentacji Jamajki na letnich igrzyskach olimpijskich.

## Zdobyte medale
| Medal | Zawodnik      | Dyscyplina    | Konkurencja            | Rezultat | Data       |
| ----- | ------------- | ------------- | ---------------------- | -------- | ---------- |
| Brąz  | Lennox Miller | Lekkoatletyka | bieg na 100 m mężczyzn | 10,33    | 1 września |